# Dziwne przypadki i osobliwe zdarzenia szewca Ahmeda
Dziwne przypadki i osobliwe zdarzenia szewca Ahmeda (osm.-tur. Vakaayi-i Acibe ve Havadis-i Garibe-i Kefşger Ahmed) – turecki dramat (komedia) nieznanego autora w rękopisie, napisany najprawdopodobniej między 1775 a 1782 w Wiedniu. Stanowi zabytek Biblioteki Raczyńskich w Poznaniu (sygnatura Rkp. 284).
Dzieło powstało w kręgu studentów i orientalistów wiedeńskich, a nieznany autor (możliwe, że nauczyciel) był prawdopodobnie także twórcą drugiego, podobnego w formie dzieła – Urzędu Nasreddina Hodży. Nie wyjaśniono dotąd, czy był on Turkiem (przemawia za tym nienaganna turecczyzna komedii), Lewantyńczykiem, Ormianinem tureckim, czy też Europejczykiem (za tym przemawia fakt, że w latach powstania dzieła nie istniał jeszcze dramat turecki).
Za wielką wartością historyczną utworu przemawia fakt, że przez długi czas za pierwszy dramat turecki uważano Ożenek poety (Şair evlenmesi) autorstwa İbrahima Şinasiego z 1859. Obie sztuki z poznańskiej biblioteki są o około pół wieku starsze. Rękopis, oprócz oryginalnego tekstu tureckiego, pisanego alfabetem sprzed 1928 (osmańskim), posiada też tłumaczenia: niemieckie autorstwa Johanna Lippy, francuskie autorstwa Jeana de Franca i włoskie Testy.
Rękopisy obecne były już w katalogu Biblioteki Raczyńskich z roku 1885, ale opisał je dopiero w 1967 Tadeusz Majda. Drugi, bliźniaczy rękopis odkrył w Wiedniu Fahir İz, badacz turecki i wydał go w 1958.
Dzieło napisane jest w konwencji komedii europejskiej, co stało w sprzeczności z ówczesną wysoką literaturą turecką, pisaną w sztucznym i napuszonym języku, pełnym ozdobników. Zawiera wiele sprośnych dowcipów i niewybrednych scen obyczajowych, a także wulgaryzmów. Fakt ten miał prawdopodobnie wpływ na anonimowość autora, który nie życzył sobie tego rodzaju popularności.